# نيكولاي بتروفيتش موروزوف
نيكولاي بتروفيتش موروزوف (مواليد 25 أغسطس 1916) هو لاعب كرة قدم. لعب مع منتخب الاتحاد السوفييتي لكرة القدم. سبق له أن لعب في كأس العالم لكرة القدم مع منتخب بلاده.